# Steve Mokone
Stephen Madi Mokone, mais conhecido como Steve Mokone OIG (Doornfontein, 23 de março de 1938 - Baltimore, 20 de março de 2015) foi futebolista sul-africano.

## Biografia
Defendeu sua seleção da África do Sul pela primeira vez aos 16 anos de idade, sendo o primeiro jogador negro de seu país a jogar na Europa, jogando pelo Coventry City, da Inglaterra, em 1955. No final da década de 1950 foi considerado um dos melhores jogadores em atividade na Europa. Nunca foi verdadeiramente apreciado em seu próprio país, onde relatos de suas façanhas na Europa foram escondidas durante o apartheid, além disso Mokone não tinha equipe nacional para o qual ele poderia jogar e ganhar exposição internacional numa época anterior ao alcance global das transmissões de TV.
Após encerrar sua carreira como atleta, fez doutorado em psicologia e se tornou professor da Universidade de Rochester, nos EUA, onde passou a morar.
Em 1977, em Nova York, foi acusado de fraude de cartão de crédito pela polícia e foi preso. Logo após ser solto, foi detido novamente, desta vez por uma suposta agressão à sua mulher, e ficou na cadeia por nove anos, apesar de Mokone jurar inocência. O Arcebispo Desmond Tutu, colega de Mokone na África do Sul no início dos anos cinquenta, fez apelos por clemência em seu nome, não acreditando em como um "homem gentil" poderia ter cometido tais atos. Tom Egbers, o jornalista holandês, que escreveu De Zwarte Meteor (O Meteoro Negro), um livro sobre o tempo de Mokone em Heracles, foi igualmente descrente, então ele começou a re-examinar as evidências, encontrando diversas situações que colocaram em dúvida o veredito em 2002. Uma testemunha de acusação, alegou, tinha sido coagida a testemunhar.
Morreu após lutar por anos contra problemas de saúde, em sua própria casa, em Baltimore, três dias antes de completar 83 anos, em 20 de junho de 2015.

## Homenagens
Nos Países Baixos, onde jogou pelo Heracles Almelo, transformou-se em ídolo, recebendo como homenagem o nome de uma rua em Amsterdã. No mesmo país, inspirou ainda um livro, intitulado "O Meteoro Negro", que posteriormente ganhou sua versão no cinema.
Em 2003 recebeu do presidente da África do Sul, Thabo Mbeki, o título da Ordem de Ikhamanga, a maior honra da nação para a realização nas artes cênicas e criativas.